# 디펜토돈
디펜토돈(Dipentodon sinicus)은 후에르테아목 디펜토돈과에 속하는 속씨식물의 일종이다. 디펜토돈속(Dipentodon)의 유일종이다. 작은 낙엽성 나무로 중국 남부와 버마, 인도 북부 등에 자생한다.

## 분포
중국 남부와 인근 미얀마, 인도 북동부 지역에 분포한다. 주로 해발 900m와 3,200m 사이의 상록수림 또는 강가, 철로 주변에서 자란다.

## 계통 분류
2013년 크리스텐휴즈 등(M. J. M. CHRISTENHUSZ et al.)의 연구에 기반한 후에르테아목의 계통 분류는 다음과 같다.
| 페테나이아과 | 페테나이아속 |
|              | 페테나이아속 |
| 게라르디나과 | 게라르디나속 |
|              | 게라르디나속 |

|  | 후에르테아속 |
|  |              |
|  | 타피스키아속 |
|  |              |

|  | 디펜토돈속   |
|  |              |
|  | 페로테티아속 |
|  |              |

|  | 후에르테아속 |
|  |              |
|  | 타피스키아속 |
|  |              |

|  | 디펜토돈속   |
|  |              |
|  | 페로테티아속 |
|  |              |

| 페테나이아과 | 페테나이아속 |
|              | 페테나이아속 |
| 게라르디나과 | 게라르디나속 |
|              | 게라르디나속 |

|  | 후에르테아속 |
|  |              |
|  | 타피스키아속 |
|  |              |

|  | 디펜토돈속   |
|  |              |
|  | 페로테티아속 |
|  |              |

|  | 후에르테아속 |
|  |              |
|  | 타피스키아속 |
|  |              |

|  | 디펜토돈속   |
|  |              |
|  | 페로테티아속 |
|  |              |